# Love Canal

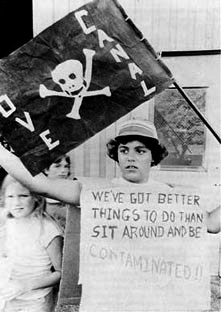
Imagine de la mişcarea de protest a localnicilor faţă de dezastrul ecologic

Love Canal este o suburbie a orașului Niagara Falls (statul New York).
A intrat în atenția opiniei publice naționale și internaționale prin anii 1970 când a fost dezvăluit faptul că aici se aflau îngropate, din perioada anilor '40 și '50, cantitatea de 21.000 tone de deșeuri toxice, autorul fiind uzina chimică Hooker Chemical Company (numită ulterior Occidental Petroleum Corporation).
Regiunea devine astfel locul celui mai grav accident chimic cu efecte asupra mediului înconjurător din istoria Statelor Unite.
Aceste reziduuri fuseseră deversate într-un canal abandonat care ar fi urmat să facă legătura cu brațul estic al râului Niagara.
În 1953, Hooker Chemical a acoperit canalul cu un strat de pământ de câțiva metri și apoi a vândut terenul comunității locale la un preț scăzut.
De-a lungul timpului, deșeurile au început să iasă la suprafață în curțile și dependințele locuitorilor și s-a ajuns la un adevărat dezastru ecologic, motiv pentru care, în 1978, aceștia au fost evacuați.
După evacuare, 1.300 de localnici au obținut o despăgubire în valoare de 20 milioane dolari din partea orașului și a companiei responsabile cu deversarea deșeurilor. 
Astfel, în august 1978, ziarul "New York Times" prezenta dezastrul ecologic care a evoluat în timp de trei decenii: multitudinea cazurilor de leucemie, copii născuți cu malformații, copaci uscați, contaminarea pânzei de apă freatică etc.
Ca urmare a ecoului generat în presă, guvernul american decide înființarea unui fond național de mediu, numit Superfund, iar toate firmele și consumatorii de produse care poluează să plătească taxe, banii urmând a fi utilizați pentru finanțarea politicii de protejare a mediului.